# Brataj
Brataj – miejscowość w południowo-zachodniej części Albanii, w okręgu Wlora.

## Demografia
W 2001 miejscowość liczyła 4941 mieszkańców, 10 lat później (2011) ich liczba spadła znacząco do 2849 osób.